# Плеханов, Николай Алексеевич
Николай Алексеевич Плеханов (1921—1985) — старший сержант Рабоче-крестьянской Красной Армии, участник Великой Отечественной войны, Герой Советского Союза (1945).

## Биография
Николай Плеханов родился 15 августа 1921 года в селе Кладбище (ныне — в черте города Сергач Нижегородской области). После окончания семи классов школы работал в колхозе. В 1940 году Плеханов был призван на службу в Рабоче-крестьянскую Красную Армию. С начала Великой Отечественной войны — на её фронтах. В боях три раза был ранен. К январю 1945 года гвардии старший сержант Николай Плеханов был механиком-водителем танка 189-го гвардейского танкового полка 17-й гвардейской кавалерийской дивизии 1-го Белорусского фронта. Отличился во время освобождения Польши.
18 января 1945 года экипаж Плеханова успешно прорвал немецкую оборону с Пулавского плацдарма, уничтожив 3 пулемёта и большое количество солдат и офицеров противника. Обнаружив в районе польских населённых пунктов Сулищева и Бервальды немецкий дот, экипаж своим танком закрыл его амбразуру, что способствовало успешным действиям пехоты. Когда в разгаре боя их танк был подбит, Плеханов с товарищами выбрался из него и продолжал сражаться огнестрельным оружием, захватив вражеский опорный пункт. В том бою Плеханов получил тяжёлое ранение.
Указом Президиума Верховного Совета СССР от 31 мая 1945 года за «образцовое выполнение боевых заданий командования на фронте борьбы с немецкими захватчиками и проявленные при этом мужество и героизм» гвардии старший сержант Николай Плеханов был удостоен высокого звания Героя Советского Союза с вручением ордена Ленина и медали «Золотая Звезда».
После окончания войны Плеханов был демобилизован по инвалидности. В 1945—1949 годах проживал в родном селе и работал в колхозе, председателем сельпо в селе Кладбищи Сергачского района Горьковской области, затем переехал в Чебоксары и работал на Чебоксарском заводе им. В.И. Чапаева. Работал машинистом турбины, дежурным инженером ТЭЦ, начальником охраны.
Вел активную общественно-политиченскую деятельность: избирался депутатом Чебоксарского городского Совета народных депутатов. 
За большой вклад в защиту социалистической Родины и активную общественно-политическую работу 21 февраля 1978 года занесен в Почетную Книгу Трудовой Славы и Героизма Чувашской АССР. Почётный гражданин города Сергач (1979). 
Скончался 1 мая 1985 года, похоронен на Гусевском кладбище Сергача.
Был также награждён двумя орденами Отечественной войны 1-й степени и рядом медалей.
В честь Плеханова в Сергаче названа одна из улиц, установлен бюст.